# Alexandre Goedicke
Alexandre Fiodorovitch Goedicke (en russe : Александр Фёдорович Гедике, ISO 9 : Aleksandr Fëdorovič Gedike) est un compositeur, pianiste et organiste russe né le 4 mars 1877 à Moscou et mort le 9 juillet 1957 dans la même ville. Il est fondateur de l’école moderne russe de l’orgue. Il est le cousin germain des compositeurs Alexandre et Nikolaï Medtner.

## Biographie
Goedicke est issu d’une famille allemande qui s’est installée en Russie au début du XIXe siècle. Son grand-père travaille comme organiste d’église, son père est aussi organiste et professeur au Conservatoire de Moscou. Son cousin est Nikolaï Medtner.
En 1892 Goedicke entre au Conservatoire de Moscou où ses professeurs sont Pavel Pabst et Vassili Safonov (piano), Anton Arenski, Nikolaï Ladoukhine et Georges Conus (théorie de la musique et composition). Il apprend aussi l’orgue sous la direction de son père et possède une grande maîtrise. Goedicke termine le conservatoire en 1898, et deux ans plus tard il participe comme compositeur et pianiste au Concours Rubinstein qui se déroule à Vienne (Autriche). Il gagne le premier prix en composition avec son Konzertstück pour piano et orchestre.
Dès 1909 Goedicke est professeur de piano au Conservatoire de Moscou et, dès 1919, enseigne également la musique de chambre. En 1923 il est à la tête du département d’orgue et donne son premier concert à cet instrument dans la Grande salle du Conservatoire. Parmi ses élèves on peut noter Mikhaïl Starokadomski, Léonid Roïzman, Garri Grodberg et d’autres organistes russes. Son répertoire comporte toutes les œuvres de J. S. Bach, mais aussi ses transcriptions des fragments d'opéras et œuvres symphoniques. En 1946, il est nommé artiste du peuple de la RSFSR et, en 1948, le prix Staline lui est décerné pour son grand travail comme instrumentiste et professeur.
Le style des compositions de Goedicke traduit l’influence de l’école classique russe et est marqué par un sérieux, une clarté de forme et une grande maîtrise polyphonique. Il a composé quatre opéras, plusieurs œuvres pour orchestre, piano et orgue, des concertos et pièces de chambre pour instruments à vent (notamment des concertos pour trompette et pour cor) et des romances.

## Œuvres
Liste non exhaustive

### Opéra
- Virineya (Виринея) (1913–1915); livret du compositeur
- Au croisement (У перевоза) (1933); livret du compositeur
- Jacquerie (Жакерия) (1933–1937); livret du compositeur
- Macbeth (Макбет) (1944); livret du compositeur d'après la pièce éponyme de William Shakespeare

### Œuvres pour orchestre

#### Symphonies
- Symphonie n°1 en fa mineur, op. 15 (1903)
- Symphonie n°2 en la majeur, op. 16 (1905)
- Symphonie n°3, op. 30 (1922)

#### Autres œuvres pour orchestre
- Ouverture dramatique pour grand orchestre (Драматическая увертюра), op. 7 (1897)
- Prélude pour orchestre à cordes, orgue, trompette et harpe, op. 24 (publié en 1928)
- Sur la guerre : du journal d'un soldat mort (На войне: из дневника убитого воина), 6 Improvisations, op. 26 (publié en 1930)
- La Tempête (Зарницы), poème symphonique, op. 39 (1929)
- Ouverture pour le 25e anniversaire de la Révolution d'Octobre (25 лет Октября) (1942)
- Ouverture Année 1941 (1941 год) (1942)
- Ouverture pour le 30e anniversaire de la Révolution d'Octobre (30 лет Октября) (1947)
- Le Comédien (version orchestrale d'une pièce pour piano)

#### Fanfare
- 4 Marches (4 марша для военного оркестра) pour fanfare militaire, op. 42

#### Concertos
- Concertstück en ré majeur pour piano et orchestre, op. 11 (1900)
- Concerto pour orgue et orchestre à cordes, op. 35 (1927)
- Concerto en fa mineur pour cor et orchestre, op. 40 (publié en 1929)
- Concerto en si bémol mineur pour trompette et orchestre, op. 41 (publié en 1930)
- Concerto pour violon et orchestre (1951)

### Musique de chambre

#### Quatuors à cordes
- Quatuor à cordes n°1, op. 33
- Quatuor à cordes n°2, op. 75

#### Sonates pour violon et piano
- Sonata n°1 Printemps ("Весенняя") en la majeur pour violon (ou alto) et piano, op. 10 (1899); dédié à Jan Hřímalý
- Sonata n°2 for violin and piano, op. 83

#### Autres œuvres de musique de chambre
- Trio avec piano en sol mineur, op. 14 (publié en 1903)
- Quintette avec piano en do majeur, op. 21 (publié en 1911)
- 3 Improvisations (10 импровизации) pour violoncelle et piano, op. 27 (publié en 1926)
- 2 Pièces pour clarinette et piano, op. 28

1. Nocturne
2. Étude

- Étude de concert (Концертный этюд) en sol mineur pour trompette et piano, op. 49 (1948)
- 10 Pièces de difficulté moyenne en première position (10 пьес средней трудности в первой позиции) pour violon et piano, op. 80 (publié en 1948)
- Sonata pour violoncelle et piano, op. 88 (publié en 1951)

### Orgue
- 2 Préludes et Fugues, op. 34
- 7 Pièces, op. 84

### Piano
- 4 Morceaux, op. 1 (published 1899)
  1. Prélude en do mineur
  2. Petite valse en fa mineur
  3. Duetto
  4. Scherzo en si bémol mineur
- Étude de concert (Концертный этюд) in sol mineur, op. 2 n°2
- 20 Petites pièces pour débutants (20 маленьких пьес для начинающих), op. 6
- 10 Miniatures en forme d'étude (10 миниатюр в форме этюдов), op. 8
- 3 Morceaux, op. 9 (publié en 1900)
  1. Méditation
  2. Prélude
  3. Tarantella, Étude de concert
- 6 Pièces pour piano à 4 mains, op. 12
- Ballade, op. 13
- Stanzas (Stances), op. 17
- Sonate en do majeur, op. 18
- 2 Préludes, op. 19
- Prélude (Les Aveugles de Maeterlinck) en do majeur, op. 20 (publié en 1910)
- 4 Études à l'octave, op. 22
- 50 Exercices (50 упражнений), op. 23
- 40 Études mélodiques pour débutants par ordre de difficulté progressive (40 мелодических этюдов для начинающих), op. 32 (incluant Le Comédien dont il existe une version pour orchestre)
- 60 Pièces pianistiques faciles pour débutants (60 легких фортепианных пьес для начинающих), op. 36 (incluant au n°20 la Sonatine en do majeur)
- 3 Préludes, op. 51
- 5 Pièces, op. 52 (publié en 1938)
- 22 Pièces, op. 57
- 25 Pièces, op. 59
- 15 morceaux d'après des chants kirghiz de difficulté moyenne (15 киргизских песен средней трудности), op. 63
- 2 Pièces, op. 64
- 3 Pièces, op. 65
- 3 Pièces, op. 66
- 4 Études de concert, op. 82
- Prélude and Fugue en do mineur, op. 86
- Prélude and Fugue in di majeur, op. 87
- 12 Études mélodiques de difficulté moyenne (12 мелодических этюдов средней трудности), op. 101 (publié en 1964)

## Cantates
- Gloire aux pilotes soviétiques (Слава советским пилотам) (1933); sur un texte de Alexsei Alexandrovich Surkov
- Joie de la patrie (Родина радости) (1937); sur un texte de Alexsei Alexandrovich Surkov

## Chansons
- 3 Chansons (Три Романсы) pour voix et piano, op. 5
- Chansons folkloriques russes (Русские народные ресни) pour voix, violon, violoncelle et piano, Livres I–II-III, op. 29 ; Livre IV, op. 31 ; Livre V, op. 37 ; Livre VI, op. 38